# Croix-des-Bouquets
Croix-des-Bouquets este o comună din arondismentul Croix-des-Bouquets, departamentul Ouest, Haiti, cu o suprafață de  km2 și o populație de 227.012 locuitori (2009).